# Горња мезентерична вена
Горња мезентерична вена (лат. v. mesenterica superior) један је од венских крвних судова у систему вене порте која прикупља крв из танког црева (јејунума и илеума) и гуштераче (панкреаса).Она се у свом завршном делу спаја са спленичком веном (лат. v. splenica) и гради вену порту.

## Анатомија
Горња мезентерична вена (лат. v. mesenterica superior) враћа крв из танког црева, почев од слепог црева, и усходног и трансферзалог дела дебелог црева. Она почиње у десној илијачној јами као јединства вена која је настала из вена која полазе од терминалног дела илеума, слепог црева, и апендикса, и иде навише између два слоја мезентеријума, са десне стране горње мезентеричне артерије. У свом току навише она пролази испред десног уретера, доње шупље вене, доњег дела дуоденума, и доњег дела главе гуштераче. Иза врата гуштераче она се уједињује са спленичком веном (лат. v. splenica) и образује вену порту.